# شارل فن‌هوته
شارل فن‌هوته (انگلیسی: Charles Vanhoutte؛ زادهٔ ۱۶ سپتامبر ۱۹۹۸) بازیکن فوتبال اهل بلژیک است که در حال حاضر برای باشگاه فوتبال یونیون سن ژیلواز بازی می‌کند.
از باشگاه‌هایی که در آن بازی کرده‌است می‌توان به باشگاه فوتبال یونیون سن ژیلواز و باشگاه فوتبال سرکل بروژ اشاره کرد.

## دوران باشگاهی

### سرکل بروژ
در ژوئیه ۲۰۱۸، او به تیم اصلی باشگاه فوتبال سرکل بروژ ارتقا یافت و اولین قرارداد حرفه ای خود را همزمان با دیگر بازیکن فوتبال جوان، روبی دکوستره امضا کرد.
در ۱۴ مه ۲۰۱۹، خوزه ژونشانمز، سرمربی موقت، اولین بازی خود را در بازی پلی آف لیگ اروپا مقابل رویال اکسل موکرون به فن‌هوته داد. در دقیقه ۵۶ فن‌هوته به جای نائومچی اوئدا وارد زمین شد.

#### توبیز (قرضی)
در ۱ سپتامبر ۲۰۱۹، فن‌هوته به همراه هم تیمی روبی دکوستره با قراردادی یک ساله به صورت قرضی به ای‌اف‌سی توبیز فرستاده شد. فن‌هوته به‌طور منظم بازی می‌کرد، اما نتوانست مانع از سقوط باشگاه شود.

#### بازگشت به سرکل بروژ
پس از دوران قرضی خود، فن‌هوته به عنوان بازیکن دائمی در سرکل بروژ تبدیل شد، درست مانند دیگر بازیکنان آکادمی روبی دکوستره و تیبو سامرز، جایی که قراردادش را تا ژوئن ۲۰۲۳ در دسامبر ۲۰۲۰ تمدید کردند.

### رویال یونیون سن ژیلواز
در ۲۲ ژوئن ۲۰۲۳، سرکل بروژ به‌طور رسمی اعلام کرد که فن‌هوته را به باشگاه فوتبال یونیون سن ژیلواز منتقل کرده‌است.